# Des Spiegels Abenteuer

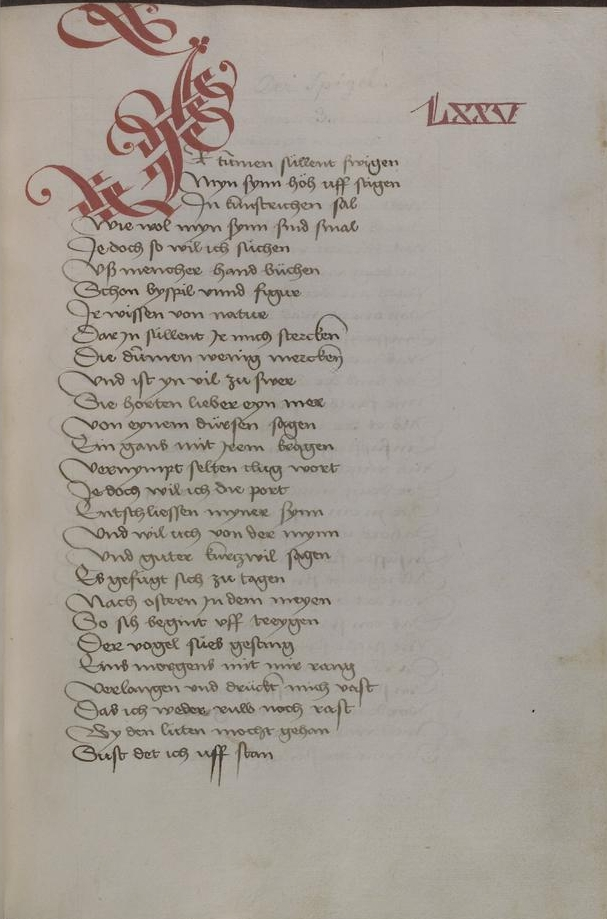
Des Spiegels Abenteuer, 1. Seite (Cod. Pal. germ. 313, Seite 75r).

Des Spiegels Abenteuer ist eine Minnerede des schwäbischen Dichters Hermann von Sachsenheim. Das Versepos in mittelhochdeutscher Sprache entstand zwischen 1451 und 1453. Es ist in zwei Sammelhandschriften überliefert und in zwei Druckausgaben des 19. und 20. Jahrhunderts enthalten, eine neuhochdeutsche Übersetzung liegt nicht vor.

## Übersicht
Frau Treue soll im Auftrag von Frau Abenteuer, ihrer Herrin, im Schwabenland nach treuen Männern suchen. Da sie keine finden kann, wehklagt sie lauthals über ihr Schicksal. Der Erzähler wird von ihrem Geschrei angelockt, tröstet die Jammernde und preist sich als Muster ehelicher Treue. Daraufhin darf er Frau Treue auf der Fahrt zu ihrer Herrin begleiten. Unterwegs erblickt er in einem Zauberspiegel ein schönes Weib, in das er sich unsterblich verliebt und darüber seine Frau vergisst. Als Frau Abenteuer dies erfährt, verurteilt sie den Treulosen zum Tode. Aus einem Zauberbuch erfährt er, wie schlecht das schöne Weib ist und wie seine treue Frau zuhause sich grämt. Er bereut seine Untreue, und Frau Abenteuer begnadigt ihn. Ein Zwerg führt ihn auf einem Greifen heim zu seiner Frau.

## Inhalt
Hinweis: Zitatübersetzung und Verszählung nach dem mittelhochdeutschen Text in Kerth 1986.

### Frau Treue
Die Erzählung beginnt mit einer Spaziergangseinleitung, ein üblicher Topos in Minnereden. Der Ich-Erzähler begibt sich an einem schönen Tag im Mai in den Wald und gelangt an eine Quelle, wo er heimlich den Klagen einer wunderschönen Dame lauscht: „Oh weh“, spricht sie unter Tränen, „dass ich je ward geborn. Die Stunde sei verflucht, die mich nicht sterben lehrte.“ Der Erzähler tritt hin zu der königlich gekleideten Dame und erkundigt sich nach der Ursache ihres Leids. Wenn sie es wünsche, lässt er sie wissen, würde er ihr gern bei ihrem Wehgeschrei helfen, so wie der Löwe seine Welpen durch Gebrüll zum Leben erweckt.
Da er ein Ritter ist, will sie sich ihm anvertrauen. Sie sei eine Königin und so wie ihre elf Schwestern von ihrer Kaiserin zum Eintreiben der Steuern ausgesandt. Sie selbst sei nach Schwaben geschickt worden. Der Ritter wundert sich, denn sein Land sei arm und die Schwaben hätten nichts zu geben. Sie fahnde nicht nach Gold, entgegnet sie, nach Treue bei den Männern suche sie, und Frau Treue sei ihr Name (siehe „Armes Schwaben“). Allein, sie habe keinen treuen Mann gefunden in Schwaben und fürchte nun die Ungnade ihrer Herrin. Er sei ein Ausbund von Treue, prahlt er und preist seine eheliche Treue in den höchsten Tönen. Frau Treue staunt, denn des Ritters Name stehe nicht auf der Liste der treuen Minner, die sie von ihrer Kaiserin empfing. Auf Wunsch des Ritters klärt sie diesen auf über den Hofstaat ihrer Herrin: Frau Abenteuer, der Kaiserin, seien 12 Königinnen untertan: sie selbst, Frau Treue, und Frau Minne, Liebe, Tugend, Ehre, Zucht, Scham, Wahrheit, Freigebigkeit, Mäßigung, Gerechtigkeit und Seligkeit.

### Der Zauberspiegel
In einem Bächlein nähert sich ein kleines Boot mit einem Zwerg, einem Boten der Frau Abenteuer, die Frau Treue an ihren Hof zurückbeordert. Der Ritter bittet, mitfahren zu dürfen, nicht ohne anzumerken, er fürchte, das Schifflein könnte unter der Last seiner Treue sinken. Frau Treue gestattet ihm die Mitfahrt. Unterwegs bemerkt er einen kostbaren Spiegel in der Hand des Zwergs, dessen Rückseite ihm dieser zuwendet. Er bittet darum, einen Blick in den Spiegel werfen zu dürfen, allein Frau Treue misstraut seiner Standhaftigkeit, denn der Spiegel bildet die schönsten und reinsten Jungfrauen zwischen zwölf und vierzig Jahren ab. Schließlich dreht der Zwerg dann doch unter spöttischem Gelächter den Spiegel um. Der Ritter ist augenblicklich von der Schönheit der gespiegelten Damen verzaubert. Freude erfüllt ihn, als er auch das Bild seiner Ehegattin erblickt, dann jedoch sieht er eine andere, sehr viel schönere Frau, die ihm sofort Herz und Verstand raubt. Er beklagt sein Leid, das er wegen der Sehnsucht nach dieser Frau leiden müsse. Er muss zugeben, sich seiner Ehegattin nicht mehr zu erinnern, und Frau Treue will den ungetreuen Großsprecher in einem „Akt der Lynchjustiz“ über Bord stoßen. Der Zwerg plädiert jedoch dafür, ihn der Kaiserin als Hofnarren zuzuführen. Der Ritter bittet Frau Treue um Gnade – und um ihre Hilfe, die Dame seiner Träume zu erringen!

### Der Minneprozess
Als sie am Hof der Kaiserin eintreffen, begrüßt sie zuerst Frau Minne, die Spiegeldame, die sein Herz gebrochen hat. Er beginnt sofort wieder mit seinen Liebesbeteuerungen, und Frau Treue befragt Frau Ehre, was mit diesem tumben Toren wohl zu tun sei. Er wird zur Kaiserin geführt, die ihn schwerer Untreue beschuldigt, denn er sei ihr zur Genüge bekannt. Der Ritter in seiner Verblendung bittet kühn auch die Kaiserin, ihm zu seiner Spiegeldame zu verhelfen. Auf die Frage, ob er diese heiraten wolle, bekennt er, dass er schon verheiratet sei, aber die Ehe könne man ja durch den Papst auflösen lassen.
Frau Ehre legt dem Ritter nun ein kostbares Buch der Frau Abenteuer vor, das alle guten und bösen Taten minnender Frauen enthält. Er findet viele Geschichten über nichtswürdige Frauen, aber auch über einige ehrenhafte, darunter die Geschichte seiner eigenen Frau, die in Trauer seiner harrt. Die Erkenntnis, dass seine Spiegelgeliebte eine dieser nichtswürdigen Frauen, „ein übles Pflänzchen“ und „ein falsches Weib“ ist, bewirkt schließlich die Umkehr in seinem Inneren, und er bereut bitterlich die Untreue gegen seine Frau, „der Ehren Krone“.
Der Ritter wird gefesselt vor die Kaiserin Abenteuer geführt, die ihn ohne Prozess sofort zum Tod verurteilt. Er versucht, seine Schuld auf die Kaiserin abzuwälzen, schließlich habe sie ihn doch in seiner Jugend der Venus zugeführt. Die Kaiserin bleibt ungerührt und lässt ihn abführen. Jetzt droht er, die Verletzung seines Rechts auf ein geregeltes Verfahren an die Öffentlichkeit zu bringen. Darauf führt Frau Abenteuer eine formelle Anklage gegen ihn: Seine Schuld sei es, dass er sich von einem Spiegel betören ließ. Die Schwestern beraten sich, und in Anbetracht der doch weithin verbreiteten allgemeinen Untreue sprechen sie ihn von Strafe frei. Schließlich begnadigt ihn die Kaiserin, obwohl sie nach wie vor von seiner Schuld überzeugt ist.
Die Schwestern geben dem Ritter gute Ratschläge mit auf den Weg: Frau Zucht und Frau Ehre empfehlen ihm einen gottesfürchtigen Lebenswandel, Frau Minne gibt ihm gute Tipps für ein abwechslungsreiches Lotterleben. Es erscheint ein Greif mit einem Zwerg als Reiseführer, der den Ritter in Windeseile zurück in seine schwäbische Heimat bringt. Das Angebot des Ritters, den Zwerg mit einer Zwergin am Hof der Pfalzgräfin zu verkuppeln, lehnt dieser ab und kehrt zurück an den Hof seiner Kaiserin (siehe Widmung).

### Episode: Armes Schwaben
Bei einem Waldspaziergang trifft der Erzähler auf eine laut wehklagende Dame. Er erkundigt sich mitleidig nach der Ursache ihres Leids, und nachdem sich die Dame seines Rittertums versichert hat, vertraut sie sich ihm an. Sie sei eine von 12 Königinnen, die ihrer Kaiserin dienen. Diese habe sie und ihre Schwestern ausgesandt, die Steuern in ihren Ländern einzutreiben. „Also bin ich worden gesendet nach Schwaben“, klagt die Dame. Der Ritter kann sein Erstaunen nicht unterdrücken:
„Meine liebe Frau, die Red verwundert mich. Wer hat gerad nach Schwaben euch gesendet: wir sind doch selber arm. Das ist nicht recht, das sollt ihr mir glauben, und wollt ihr uns berauben, so gäb’s ein groß Geschrei, so wenig wie ein Ei, gibt es in Schwaben Goldes.“
Nicht nach Gold habe ihre Herrin sie ausgeschickt, erklärt ihm nun die Dame:
„Es ist ein ander Hort, nach dem ich bin gesendet. Nach Treue such’ ich bei den Männern, die man als Minner edler Frauen preist. Frau Treue ist mein Name, und Treue such’ ich allenthalb.“
Der Ritter kann sich eines mitleidigen Lächelns nicht enthalten, „denn treuer Herz nie ward, als das in meinem Leib“. Warum nur habe sie nicht nach ihm gefahndet, wirft er der Dame vor. Kein Falke sei so schnell wie sein Verlangen heftig, und er prahlt: „ich könnt’ ein ganzes Land mit meiner Treue übergolden“, „meine Treue könnt’ ich auf tausend Elefanten laden“ und „des wallenden Meeres Sand wollt’ ich mit meiner Treue zählen“. Frau Treue mag ihm das nicht glauben, denn ein ganzes Jahr lang hat sie das Land vergeblich nach treuen Minnern abgesucht: „Du sollst nicht scherzen, mein treu Gesell, sag wahr!“
Zum Thema „Armes Schwaben“: Die Grafschaft Württemberg gehörte zu Zeiten Hermanns nicht zu den wohlhabenden Landstrichen in Deutschland. Er jedoch gehörte zu der privilegierten Schicht der reichen Grund- und Immobilienbesitzer und konnte sogar seinen gräflichen Herren mit beachtlichen Darlehen aushelfen.

## Werk

### Autor
Wilhelm Ludwig Holland, der 1850 in seiner Meister-Altswert-Ausgabe die Geschichte von „Des Spiegels Abenteuer“ unter dem Titel „Der Spiegel“ abdruckte, vermutete bereits anhand von Indizien Hermanns Autorschaft, eine Meinung, die Karl Goedeke 1859 in seiner Geschichte der deutschen Dichtung übernahm und der sich Ernst Martin 1878 in seiner Hermann-Ausgabe anschloss. Heute wird die Zuschreibung an Hermann von Sachsenheim allgemein akzeptiert. Zu den Indizien gehört auch die Anekdote über das arme Schwaben, die den Erzähler als Bewohner des Schwabenlandes verortet.

### Werktitel
Die beiden Handschriften sind nicht mit Werktiteln versehen. In der ersten Druckausgabe von Wilhelm Ludwig Holland aus dem Jahr 1850 trug das Werk den Titel „Der Spiegel“. Thomas Kerth nannte das Gedicht in der zweiten Druckausgabe von 1986 „Des Spiegels Abenteuer“, wohl zur Unterscheidung von einer anderen Minnerede in Hollands Ausgabe, die den Titel „Dies ist der Spiegel“ oder kurz „Der Spiegel“ trug.

### Widmung
Eines der Indizien, das die Zuschreibung des „Spiegels“ an Hermann nahelegt, ist die implizite Widmung, die er in der Minnerede „versteckt“ hat. Gegen Ende des Textes (Vers 2665–2679), nach der Rückkunft des Ritters ins Schwabenland, verabschiedet sich sein Reisebegleiter, der Zwerg: „Ich fahr nun wieder heim.“ Allein, der Ritter will ihn nicht ziehen lassen: „Ach, liebes Zwerglein, nein! Ich weiß eine Fürstin zart, geborn von hoher Art, der will ich bringen dich.“

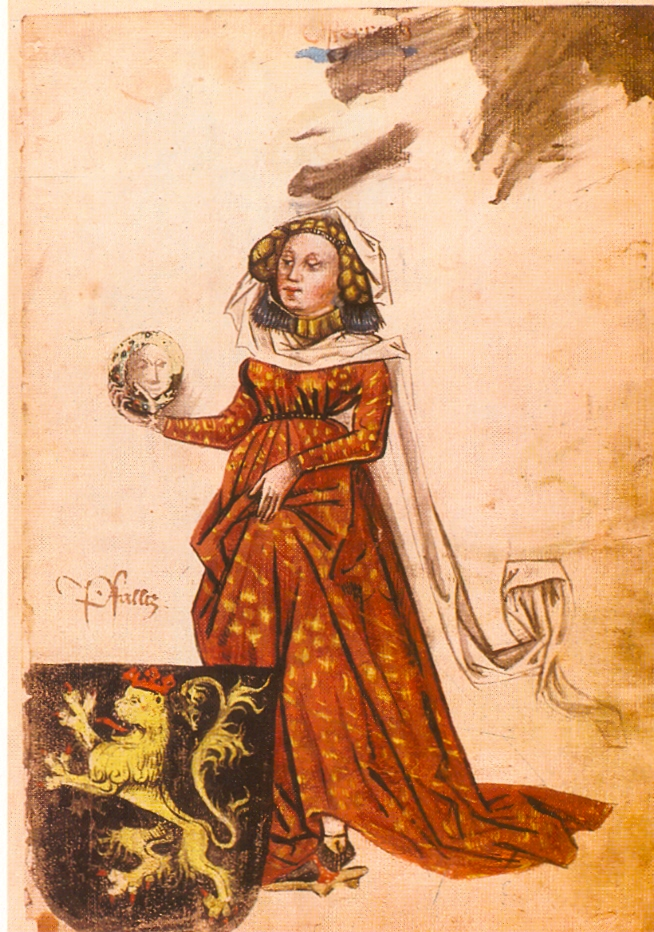
Mechthild von der Pfalz, 1459.

Die Herrin mein, erläutert er dem Zwerg, sie wurde im Bayernland geboren, zur Pfalzgräfin bei Rhein erkoren, und ihr Ehegemahl ist der Herzog von Österreich. „Die ist mir wohlbekannt“, erwidert ihm der Zwerg. „Meine Herrin Abenteuer, die ist der Fürstin hold“, fährt er fort und singt ein überschwängliches Loblied auf die hohen Sitten der Gräfin Mechthild von der Pfalz.
(Die Gräfin war Hermanns Gönnerin und seit 1452 durch eine Vernunftehe mit Erzherzog Albrecht VI. von Österreich verbunden. Das Ehepaar lebte meist getrennt voneinander, und der Klatsch sagte der Gräfin ein zügelloses Leben nach. Hermanns Widmung kann daher auch als Ehrenrettung für seine verehrte Fürstin angesehen werden.)
Der Ritter würde den Zwerg gern mit einer bestimmten Zwergin am Hof der Pfalzgräfin verkuppeln, allein dem Zwerg, der diese kennt, wäre das ein Graus:
„Ihr saget wahr. Ich habe Lockenhaar und einen stolzen Leib. Doch brauche ich kein Weib wie sie, eine Bibernell, der zu Liebenzell ein Knopf entrann: darum bin ich ihr gram und will auf eine andere warten. Man sagt von ihr zu Stückgart keine hübsche Mär, die Heirat würd’ mir schwer.“